# 吉法德灣
64°37′S 61°42′W / 64.617°S 61.700°W
吉法德灣（英語：Giffard Cove）是南極洲的海灣，位於葛拉漢地西岸的丹科海岸，處於夏洛特灣西部，寬1.9公里，由比利時探險隊繪入地圖，現時由南極條約體系管理。